# Bassem Youssef
Bassem Raafat Muhammad Youssef (em árabe: باسم رأفت محمد يوسف) (Cairo, 22 de março de 1974) é um médico cardiologista, humorista e apresentador de televisão egípcio, que apresenta o programa satírico El Bernameg ("O Programa"), da CBC Television. A grande mídia o têm comparado com Jon Stewart e seu programa The Daily Show. Youssef disse que se inspirou, realmente, em Stewart ·  · .

## Biografia
Nascido no Cairo em 22 de março de 1974, tem uma irmã, Nadia, e quando a estação do programa  El Bernameg está fechada, trabalha como cardiologista no Cairo. Foi também por isso que assistiu muitos jovens revolucionários na praça Tahrir no tempo da Primavera Árabe
Youssef é membro do Instituto de Política da Universidade Harvard na John F. Kennedy School of Government. 

### Televisão
O sucesso na televisão começa, para Youssef, em 2011, no começo da Revolução Egípcia de 2011, como o programa The B+ Show, no YouTube. Ele imitava a maioria dos famosos egípcios como os Salafitas, o músico Amir Mostafa, Tawfik Okasha, o candidato às eleições presidenciais Hazem Salah Abu Ismail e Mohamed ElBaradei. 
Em 21 de junho de 2012, participa ao programa de Jon Stewart The Daily Show.
Em 1 de janeiro é denunciado por um promotor de justiça, a pedido do gabinete do presidente Mohamed Morsi, pela acusação de «... fazer circular notícias falsas e de atrapalhar a calma e a administração pública...»
Youssef foi o primeiro árabe a apresentar uma cerimônia do Emmy Awards. 